# Sarah Carp
Sarah Carp est une photographe documentaire suisse, née le 15 août 1981 à Zurich.
Elle est nommée photographe suisse de l’année par le Swiss Press Photo Award en 2021.

## Biographie
Sarah Carp naît en août 1981 à Zurich. Sa mère infirmière et son père pédiatre.
Elle est diplômée de l’École de Photographie de Vevey en 2003 où elle travaille comme assistante, puis enchaîne avec une formation d’éducatrice de la petite enfance.
Elle a longtemps vécu à Cardiff au Pays de Galles avant de rentrer en Suisse en 2016. Elle vit et travaille principalement en Suisse.
Son travail est récompensé par de nombreux prix dont, en 2021, le Swiss Press Photo Award.

## Publications
Liste non exhaustive
- Donneuse apparentée, Kehrer Verlag, 2013
- Petits récits de l’intemporel, conversation entre Françoise Jaunin et Sarah Carp, Éditions. art&fiction, 2016
- Aidants-aidés, destins croisés, collaboration avec Nicole Von Kaene, Éditions Belles Pages, 2018

## Expositions personnelles
- 2011 : Donneuse apparentée, Galerie Focale, Nyon, Suisse
- 2011 : Donneuse apparentée, conférence « le proche aidant », EPFL, Lausanne, Suisse
- 2015 : Lac sensible, Musée du Léman, Nyon, Suisse[4]
- 2016 : Respiration(s), Espace Chuv, Lausanne, Suisse
- 2017 : Lac sensible, Musée d’Yverdon et région, Suisse
- 2018 : Aidants, aidés - destins croisés, Clinique de la Suva et Hôpital d’Yverdon-les-Bains, Suisse
- 2019 : Renaissance, Prix Focale - Ville de Nyon - Galerie Focale, Nyon, Suisse[5]
- 2019 : Renaissance, Centre d’art contemporain - Espace Echandole, Yverdon-les-Bains, Suisse
- 2019 : Aidants, aidés - destins croisés, Hugs, Genève, Suisse
- 2019 : Aidants, aidés - destins croisés, Espace Chuv, Lausanne, Suisse

## Collections
- Musée de l’Élysée[1]
- Musée du Léman[1]
- Ville d’Yverdon-les-Bains
- Collections privées

## Prix et récompenses
Liste non exhaustive
- 2013 : Prix Situations-2 pour son projet Roots[6]
- 2019 : prix Focal-Ville de Nyon, pour son projet Renaissance[6],[5]
- 2020 : prix de la Fondation CEPY, pour son projet Parenthèse, série de photographies réalisée pendant le confinement[6],[7].
- 2021 : photographe Swiss Press de l’année pour son projet Parenthèse[6],[8]
- 2021 : Swiss Press Photo Catégorie Vie Quotidienne pour son projet Parenthèse[6],[8]